# 364192 Qianruhu
364192 Qianruhu este o planetă minoră (asteroid) din centura de asteroizi. A fost descoperită pe 16 august 2006 la Lulin Observatory⁠(d) de Chi-Sheng Lin⁠(d). 
Obiectul prezintă o orbită caracterizată de o semiaxă mare de 2,3914190929699 UAi, o excentricitate de 0,21, o înclinație de 3,6 ° în raport cu ecliptica.